# دویرنتسی
دویرنتسی (به بلغاری: Doyrentsi) یک منطقهٔ مسکونی در بلغارستان است که در شهرستان لووچ واقع شده‌است.